# Nella mischia
Nella mischia è un film del 1995 diretto da Gianni Zanasi, presentato al festival di Cannes, nella sezione Quinzaine des Réalisateurs.

## Trama
Lorenzo, Emiliano, Marco e Andrea sono quattro adolescenti della periferia di Roma. Vivono di espedienti e bravate. Un giorno Lorenzo decide di rubare delle cassette di verdura dal magazzino per cui lavora, per poi rivenderle.

## Produzione
Nella mischia è basato su un precedente cortometraggio di Zanasi dal titolo Le belle prove, vincitore del Gabbiano d'argento al Bellaria Film Festival.

## Riconoscimenti
- 1995 - Sulmonacinema Film Festival
  - Miglior attore ex aequo: Marco Adamo, Emiliano Cipolletti, Andrea Proietti e Lorenzo Viaconzi
- 1996 - Nastro d'argento
  - Candidatura Nastro d'argento al miglior regista esordiente
  - Candidatura Nastro d'argento al miglior produttore a Gianluca Arcopinto